# Владимир Раевски
Владѝмир Федосѐевич Раѐвски (на руски: Владимир Федосеевич Раевский) е руски поет, офицер (майор) и революционер.
Роден е на 8 април (28 март стар стил) 1795 година в Хворостянка, Курско наместничество, в семейството на помешчик. През 1812 година завършва обучението си в кадетския корпус и е произведен в прапоршчик, участва във Френско-руската война и е неколкократно награждаван. От ранна възраст пише стихове и се включва в тайните организации на Декабристкото движение. През 1822 година е арестуван и прекарва години в различни затвори, а след това е изселен в Иркутска губерния. През 1856 година е амнистиран, но остава да живее в Сибир.
Владимир Раевски умира на 20 юли (8 юли стар стил) 1872 година.